# Fatmir Sejdiu
Fatmir Sejdiu (Podujevo, 23 ottobre 1951) è un politico kosovaro.
È stato presidente del Kosovo dal 2006 al 2008 (prima dell'Indipendenza) e dal 2008 al 2010 (dopo l'Indipendenza).

## Biografia

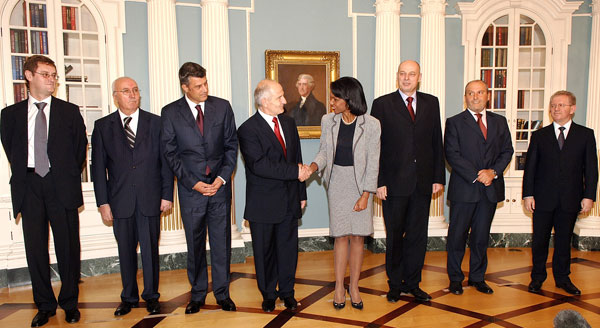
Fatmir Sejdiu (al centro sinistra) coi membri del Kosovo Unity Team e Condoleezza Rice

Nato a Pakaštica, un villaggio nella municipalità di Podujevo. Sejdiu ha frequentato le scuole primarie a Podujevo e conseguito la laurea in diritto all'Università di Pristina. Ha ottenuto un Dottorato in filosofia ed è quindi stato professore alla facoltà di diritto ed alla facoltà di scienze politiche dell'Università di Prishtina. L'Assemblea del Kosovo l'ha eletto Presidente del paese il 10 febbraio 2006 in seguito alla morte di Ibrahim Rugova. Parla correntemente l'albanese, il serbo, l'inglese e il francese. È sposato e padre di tre figli.
Il 17 febbraio 2008 ha partecipato alla proclamazione di indipendenza unilaterale del Kosovo dalla Serbia. Il 18 febbraio 2008 è stato incriminato insieme al primo ministro Hashim Thaçi e al presidente dell'assemblea Jakup Krasniqi per separatismo dalla polizia serba, con l'accusa di aver "organizzato la proclamazione di uno stato fasullo in territorio serbo".